# Samuel Dushkin

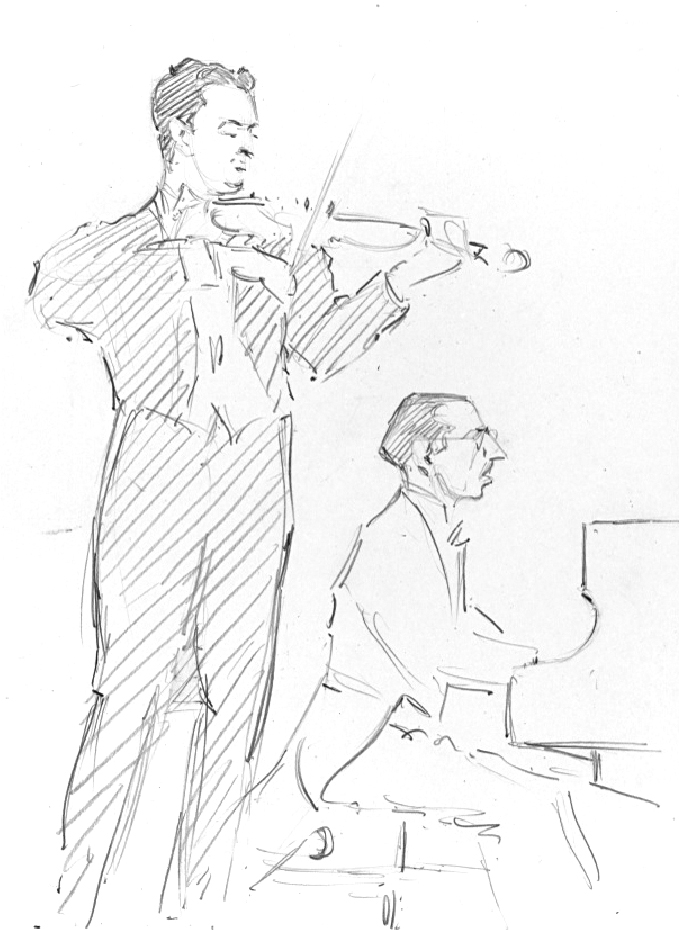
Igor Stravinsky i Samuel Dushkin. Dibuix a llapis (1930)

Samuel Dushkin (13 de desembre de 1891 - 24 de juny de 1976) va ser un violinista nord-americà d'origen polonès. Va ser portat als Estats Units de nen, on va començar a desenvolupar el seu talent a la Music School Settlement de Nova York.

### Biografia

#### Educació
Va estudiar violí amb Guillaume Rémy i composició amb Jean-Baptiste Ganaye al Conservatori de París. Va continuar els estudis a Nova York amb Leopold Auer i Fritz Kreisler. El 1918 va començar a realitzar diverses gires per Europa, i el 1924 va començar a actuar pels Estats Units després de debutar amb l'Orquestra Simfònica de Nova York.

#### Carrera
També va realitzar nombroses transcripcions d'obres de diferents compositors per al seu propi ús, i va començar a fer-se conegut com a defensor de la música contemporània. Aquesta reputació es va consolidar amb l'estrena i dedicatòria del Concert per a Violí (1931) i el Duo Concertante (1932) del compositor rus Igor Stravinski.
Stravinski en la seva autobiografia, descrivia els “elevats atributs com a violinista” de Dushkin i es referia a la seva “delicada comprensió i, en l'exercici de la seva professió, una molt poc comuna abnegació”. Dushkin també va col·laborar amb Stravinsky fent transcripcions de Pullcinela i l'Ocell de Foc; i van interpretar aquelles obres, juntament amb el Duo concertante en llargs tours per Europa entre 1932 i 1934 amb el compositor com a pianista. També va gravar aquestes tres obres amb el compositor, així com el Concerto en Ré.
Dushkin va descriure la seva col·laboració amb el compositor en un assaig escrit el 1936. També va publicar manuals pedagògics per al violí, així com edicions d'obres barroques i clàssiques (algunes d'elles composicions pròpies atribuïdes a altres compositors).

### Instruments
Al llarg de la seva vida Dushkin va posseir diversos violins: un Stradivarius del 1701 “Dushkin-Sandler”, un altre Stradivarius del 1707 anomenat “Dushkin-Bellarosa”, un Bartolomeo Giuseppe Guarneri del Gesù (1742) anomenat “Dushkin”, i un Guadagnini. El seu Guarneri del Gesú, està actualment en possessió de Pinchas Zukerman, qui el va comprar a la vídua de Dushkin el 1979, que l'havia heretat el 1976, després de la mort del seu marit.